# День повітроплавання України
День повітроплавання України — свято аеронавтів та працівників повітроплавання України. Відзначають щорічно 15 вересня.

## Історія свята
Щорічно, у вересні, працівники повітроплавання відзначають річницю першого вільного польоту на аеростаті живих істот. Витоки свята ідуть з 19 вересня 1783 року, коли у Версалі, в присутності французького короля Людовика XVI і його дружини Марії Антуанетти, брати Жозеф і Етьєн Монгольф'є здійснили запуск аеростата, наповненого гарячим димом. В гондолі перебували вівця, півень і качка.
Свято встановлено 15 вересня 2019 року. Національним реєстром рекордів України за допомогою координаційної групи і технології FlyTech був зафіксований рекорд: одночасний запуск 31 аеростата з 12 населених пунктів України. Організатором рекорду виступило Українське повітроплавне товариство.